# Thiron-Gardais
Thiron-Gardais je naselje in občina v srednjem francoskem departmaju Eure-et-Loir regije Center. Naselje je leta 2008 imelo 1.098 prebivalcev.

## Geografija
Kraj leži v pokrajini Perche ob reki Thironne, 42 km zahodno od Chartresa.

## Uprava
Thiron-Gardais je sedež istoimenskega kantona, v katerega so poleg njegove vključene še občine Chassant, Combres, Coudreceau, La Croix-du-Perche, Frazé, Frétigny, Happonvilliers, Marolles-les-Buis, Montigny-le-Chartif, Nonvilliers-Grandhoux in Saint-Denis-d'Authou s 4.960 prebivalci.
Kanton Thiron-Gardais je sestavni del okrožja Nogent-le-Rotrou.

## Zanimivosti
- Tironska opatija sv. Trojice, ustanovljena v začetku 12. stoletja s strani opata puščavnika sv. Bernarda Tironskega.

## Pobratena mesta
- Ebenweiler (Baden-Württemberg, Nemčija);